# Ильясов, Губайдулла Утарович
Губайдулла Утарович Ильясов (каз. Ғұбайдолла Отарұлы Ілиясов; 12 ноября 1914, с. Бекжан, Жанибекский район — 22 октября 2001, Алма-Ата, Казахстан) — советский казахский государственный, партийный и общественный деятель. Кандидат биологических наук (1967), доцент (19??).

## Биография

### Образование
В 1938 году окончил Казахский сельскохозяйственный институт.
В 1967 на биологическом факультете Казахского государственного университета имени С. М. Кирова защитил диссертацию на соискание учёной степени кандидата биологических наук. Тема диссертации: «Изучение некоторых вопросов биологии цветения и эмбриогенеза ярового ячменя».

### Трудовая деятельность
Начальник отдела сельского хозяйства Совета Министров Казахской ССР.
В 1950—1952 гг. — первый заместитель министра легкой промышленности Казахской ССР.
В 1952—1954 гг. — первый заместитель председателя Кокчетавского областного исполнительного комитета. В 1954—1955 годах — второй секретарь Акмолинского областного комитета партии. В 1956—1959 гг. — первый секретарь Талды-курганского областного комитета партии. В 1959—1961 гг. — первый секретарь Кзыл-Ординского областного комитета партии.
В 1961—1975 гг. — преподаватель, старший преподаватель Казахского государственного университета.
Депутат Верховного Совета Казахской ССР IV—V созывов.

## Награды
2 ордена Отечественной войны 2 степени, Красной Звезды, орденами Трудового Красного Знамени, медалями, Почетной грамотой Верховного Совета Казахской ССР.
Награжден золотой медалью ВДНХ (1954; 1956), медалями.